# Joe Schreiber
Joe Schreiber (ur. 1969 w Michigan) – amerykański pisarz science fiction. Najbardziej znany jest z książek z serii Star Wars (Szturmowcy śmierci i Red Harvest), pisze głównie horrory np. „Eat the Dark” albo „No Doors, No Windows”.
Po ukończeniu University of Michigan żył w ciągłym ruchu, dużo podróżował. W końcu przy pisaniu przewodnika turystycznego na wyspie Martha’s Vineyard, poznał swoją przyszłą żonę Mary Schreiber. Teraz mieszka wraz z rodziną w Pensylwanii. Ma dwójkę dzieci.

## Twórczość
- Eat the Dark: A Novel (2007)
- Chasing the Dead: A Novel (2007)
- No Doors, No Windows: A Novel (2009)
- Supernatural: The Unholy Cause (2010)
- Star Wars: Szturmowcy Śmierci (2010)
- New Dawn Fades (2011)
- Au Revoir, Crazy European Chick (2011)
- Star Wars: Red Harvest (2012)
- Star Wars: Maul: Lockdown (2014)
- Star Wars: The Mandalorian Junior Novel (2021)